# Milutin Baltić
Milutin Baltić (Donje Selište kod Gline, 2. prosinca 1920. – Zagreb, 27. listopada 2013.), hrvatski i jugoslavenski političar i predsjednik Predsjedništva Socijalističke Republike Hrvatske od 10. svibnja 1983. do 10. svibnja 1984. Po narodnosti Srbin.
Bio je član SKOJ-a od 1938. i Komunističke partije od 1940. Bio je ministar rada u Vladi NRH, član Izvršnog vijeća Sabora SRH, predsjednik Saveza sindikata Hrvatske.
Odlikovan je Ordenom narodnog heroja Jugoslavije.

## Vanjske poveznice
- Biografija Milutina Baltića

| Prethodnik:                     | predsjednik Predsjedništva SR Hrvatske 1983. – 1984. | Nasljednik:                |
| Marijan Cvetković 1982. – 1983. | predsjednik Predsjedništva SR Hrvatske 1983. – 1984. | Jakša Petrić 1984. – 1985. |